# Święto Służby Więziennej
Święto Służby Więziennej – polskie święto wyznaczone na 29 czerwca.
Dzień ten nie jest dniem wolnym od pracy.
W latach 2011–2022 na mocy zapisu ustawy o Służbie Więziennej z 9 kwietnia 2010 rokuświęto przypadało na dzień 8 lutego.
W latach 1996–2010 SW obchodziła swoje nieformalne święto 26 kwietnia, w dzień uchwalenia ustawy z 1996 roku.

## Symbolika dat
Dzień 29 czerwca nawiązuje do obchodów święta patrona tej formacji tj. św. Pawła Apostoła Narodów.
Dzień 8 lutego nawiązuje do ogłoszenia dekretu Józefa Piłsudskiego z 7 lutego 1919 roku, który dał początek więziennictwu w odrodzonej Polsce.
Dzień 26 kwietnia nawiązywał do przepisu, o składzie osobowym administracji więziennej i wykonywaniu przez nią obowiązków służbowych, wydanego w 1926 roku.